# Sheila Walbe Ornstein
Sheila Walbe Ornstein (São Paulo, 5 de abril de 1966) é uma arquiteta e pesquisadora da Faculdade de Arquitetura e Urbanismo da Universidade de São Paulo (FAU-USP). Suas contribuições científicas dão-se no campo da Arquitetura, no qual pesquisa avaliação pós-ocupação, conforto ambiental, qualidade na construção, edifícios e escritórios e projetos de arquitetura. Foi chefe Departamento de Tecnologia da Arquitetura da FAU-USP no período de 1994 a 1998 e ocupou o cargo de vice-diretora da faculdade entre 1998 e 2002. Ocupou também a diretoria de divulgação da Associação Nacional de Tecnologia do Ambiente Construído entre 2008 e 2010.
Entre 2012 e 2016, Ornstein assumiu a diretoria do Museu Paulista, precedida pela historiadora Cecilia Helena Lorenzini de Salles Oliveira.

## Livros publicados
- Avaliação Pós-Ocupação na arquitetura, no urbanismo e no design: da teoria à prática (ORG), 2018
- Qualidade ambiental na habitação. Avaliação Pós-Ocupação (ORG), 2013
- Guia de sustentabilidade na arquitetura, 2012
- Design, Usabilidade & Desempenho: Um Exercício Didático aplicado a objetos voltados a utilização do gás como fonte energética doméstica, 2011
- Avaliação Pós-Ocupação da UFAL - Campus Arapiraca (ORG), 2011
- Desenho Universal: caminhos da acessibilidade no Brasil (ORG), 2010
- Qualidade no Projeto de Edifícios (ORG), 2010
- Avaliação Pós Ocupação. Métodos e Técnicas Aplicados à Habitação Social, 2003
- Inserção Urbana e Avaliação Pós-Ocupação (APO) da Habitação de Interesse Social, 2012
- Avaliação Pós-Ocupação do Ambiente Construído, 1992